# Rosalie Emslie
Pour les articles homonymes, voir Emslie.
Rosalie Emslie, née à Londres le 26 janvier 1891 et morte en 1977, est une peintre britannique.

## Biographie
Petite-fille du graveur John Emslie, fille des peintres Alfred Edward Emslie et de son épouse Rosalie M. Emslie, Rosalie Emslie étudie à la Royal Academy entre 1913 et 1918 puis en Espagne, en Italie et en France. Membre du Salon des artistes français, elle y expose en 1929 la toile Le Bonnet de dentelle. Elle expose aussi régulièrement à la Royal Academy, au New English Art Club et à la Society of Women Artists mais aussi aux États-Unis et en Italie.
Elle vit à Petersfield puis à Reigate avec sa compagne la peintre Florence May Asher.
On lui doit des paysages, des portraits et des nus.